# Steatoda sordidata
Steatoda sordidata är en spindelart som beskrevs av O. Pickard-Cambridge 1885. Steatoda sordidata ingår i släktet vaxspindlar, och familjen klotspindlar. Inga underarter finns listade i Catalogue of Life.